# Rákoš (Košice-okolie)
Rákoš es un municipio del distrito de Košice-okolie en la región de Košice, Eslovaquia, con una población estimada a final del año 2024 de 375 habitantes.
Se encuentra ubicado en el centro de la región, en la cuenca hidrográfica del río Sajó (afluente derecho del Tisza) y cerca de la frontera con la región de Prešov y con Hungría.

## Demografía
| Año        | 1994 | 2004     | 2014    | 2024    |
| ---------- | ---- | -------- | ------- | ------- |
| Población  | 305  | 349      | 343     | 375     |
| Diferencia |      | +14,42 % | −1,71 % | +9,32 % |

| Año        | 2023 | 2024    |
| ---------- | ---- | ------- |
| Población  | 363  | 375     |
| Diferencia |      | +3,30 % |